# Urocitellus mollis
Urocitellus mollis is een zoogdier uit de familie van de eekhoorns (Sciuridae). De wetenschappelijke naam van de soort werd voor het eerst geldig gepubliceerd door Robert Kennicott in 1863.